# Daniel Bautista (Leichtathlet)
Daniel Bautista (* 4. August 1952 in Mexiko-Stadt) ist ein ehemaliger mexikanischer Geher und Olympiasieger. 
In seiner relativ kurzen Karriere dominierte Bautista sowohl auf der Bahn wie auch auf der Straße. Internationale Aufmerksamkeit erlangte er 1975, als er das 20-km-Gehen bei den Panamerikanischen Spielen in Mexiko-Stadt gewann, was ihn zum Mitfavoriten für die im darauffolgenden Jahr stattfindenden Olympischen Spiele machte. Bei den Olympischen Spielen 1976 in Montreal gewann er dann auch überlegen die Goldmedaille vor den beiden DDR-Gehern Hans-Georg Reimann (Silber) und Peter Frenkel (Bronze), der vier Jahre zuvor Olympiasieger in dieser Disziplin gewesen war.
In den Jahren danach stellte Bautista noch zwei neue Weltrekorde über 20 km auf, sowie einige Jahresbestzeiten in anderen Distanzen. 1977 und 1979 gewann er auch den IAAF World Race Walking Cup über 20 km. Bei den Olympischen Spielen 1980 in Moskau nahm er ebenfalls teil, wurde aber, in Führung liegend, wegen eines Schrittfehlers 1800 Meter vor dem Ziel disqualifiziert. Er nahm ebenfalls am 50-km-Gehen teil, musste aber nach 30 km aufgeben. Danach beendete er seine sportliche Laufbahn. Er wurde von Jerzy Hausleber trainiert.